# Cuisery
Cuisery és un municipi francès, situat al departament de Saona i Loira i a la regió de Borgonya - Franc Comtat. L'any 2007 tenia 1.618 habitants.

## Demografia

### Població
El 2007 la població de fet de Cuisery era de 1.618 persones. Hi havia 689 famílies, de les quals 246 eren unipersonals (101 homes vivint sols i 145 dones vivint soles), 246 parelles sense fills, 149 parelles amb fills i 48 famílies monoparentals amb fills.
La població ha evolucionat segons el següent gràfic:
Habitants censats

### Habitatges
El 2007 hi havia 863 habitatges, 697 eren l'habitatge principal de la família, 75 eren segones residències i 90 estaven desocupats. 609 eren cases i 249 eren apartaments. Dels 697 habitatges principals, 410 estaven ocupats pels seus propietaris, 267 estaven llogats i ocupats pels llogaters i 20 estaven cedits a títol gratuït; 14 tenien una cambra, 98 en tenien dues, 149 en tenien tres, 199 en tenien quatre i 237 en tenien cinc o més. 445 habitatges disposaven pel capbaix d'una plaça de pàrquing. A 330 habitatges hi havia un automòbil i a 249 n'hi havia dos o més.

### Piràmide de població
La piràmide de població per edats i sexe el 2009 era:
| Homes | Edats   | Dones |
| ----- | ------- | ----- |
| 4     | 95 o +  | 16    |
| 4     | 90 a 94 | 56    |
| 32    | 85 a 89 | 64    |
| 8     | 80 a 84 | 24    |
| 28    | 75 a 79 | 64    |
| 52    | 70 a 74 | 40    |
| 32    | 65 a 69 | 44    |
| 44    | 60 a 64 | 64    |
| 28    | 55 a 59 | 16    |
| 44    | 50 a 54 | 44    |
| 56    | 45 a 49 | 64    |
| 96    | 40 a 44 | 40    |
| 48    | 35 a 39 | 68    |
| 48    | 30 a 34 | 52    |
| 60    | 25 a 29 | 12    |
| 36    | 20 a 24 | 32    |
| 52    | 15 a 19 | 44    |
| 60    | 10 a 14 | 56    |
| 52    | 5 a 9   | 40    |
| 12    | 0 a 4   | 28    |

## Economia
El 2007 la població en edat de treballar era de 927 persones, 677 eren actives i 250 eren inactives. De les 677 persones actives 624 estaven ocupades (346 homes i 278 dones) i 53 estaven aturades (20 homes i 33 dones). De les 250 persones inactives 86 estaven jubilades, 65 estaven estudiant i 99 estaven classificades com a «altres inactius».

### Ingressos
El 2009 a Cuisery hi havia 721 unitats fiscals que integraven 1.518 persones, la mediana anual d'ingressos fiscals per persona era de 17.314 €.

### Activitats econòmiques
Dels 140 establiments que hi havia el 2007, 2 eren d'empreses extractives, 4 d'empreses alimentàries, 1 d'una empresa de fabricació de material elèctric, 1 d'una empresa de fabricació d'elements pel transport, 6 d'empreses de fabricació d'altres productes industrials, 14 d'empreses de construcció, 48 d'empreses de comerç i reparació d'automòbils, 5 d'empreses de transport, 14 d'empreses d'hostatgeria i restauració, 7 d'empreses financeres, 2 d'empreses immobiliàries, 15 d'empreses de serveis, 14 d'entitats de l'administració pública i 7 d'empreses classificades com a «altres activitats de serveis».
Dels 40 establiments de servei als particulars que hi havia el 2009, 1 era una oficina d'administració d'Hisenda pública, 1 gendarmeria, 1 oficina de correu, 2 oficines bancàries, 1 funerària, 3 tallers de reparació d'automòbils i de material agrícola, 1 taller d'inspecció tècnica de vehicles, 1 autoescola, 1 paleta, 6 fusteries, 5 lampisteries, 2 electricistes, 4 perruqueries, 1 agència de treball temporal, 7 restaurants, 2 agències immobiliàries i 1 saló de bellesa.
Dels 16 establiments comercials que hi havia el 2009, 1 era un hipermercat, 1 un supermercat, 3 fleques, 1 una fleca, 6 llibreries, 1 una botiga d'electrodomèstics, 1 una botiga de material de revestiment de parets i terra i 2 floristeries.
L'any 2000 a Cuisery hi havia 11 explotacions agrícoles que ocupaven un total de 975 hectàrees.

## Equipaments sanitaris i escolars
Els 2 equipaments sanitaris que hi havia el 2009 eren farmàcies.
El 2009 hi havia 1 escola maternal i 2 escoles elementals. Cuisery disposava d'un col·legi d'educació secundària amb 433 alumnes.

## Poblacions més properes
El següent diagrama mostra les poblacions més properes.

## Vila del llibre
Des de l'any 1999, Cuisery figura a la llista de viles del llibre.